# Ward Dhoore
Ward Dhoore (Destelbergen 24 april 1993) is een Belgische muzikant en componist. Samen met Jeroen Geerinck is hij ook oprichter van het platenlabel Trad Records. Hij won reeds verschillende awards (oa als 'Beste Nieuwkomer' op de Estonian Music Awards & een award voor 'Beste Album' op de Flanders Folk Awards) en tourde met zijn bands reeds in heel Europa, Het Verenigd Koninkrijk, De Verenigde Staten & Canada. 

## De Twintigers - Radio Klara
In 2022 werd Ward gekozen als één van 'De Twintigers'; een selectie van beloftevolle componisten door Radio Klara.